# واهاکوته
واهاکوته (به لاتین: Wahacotte) یک منطقهٔ مسکونی در سری‌لانکا است که در استان مرکزی (سری‌لانکا) واقع شده‌است.